# I Am Pabllo
I Am Pabllo (estilizada em letras maiúsculas) é o primeiro álbum ao vivo do cantor e drag queen Pabllo Vittar, lançado em 14 de dezembro de 2021 pela Sony Music Brasil. O show foi exibido no mesmo dia do lançamento pelo canal TNT, e transmitido simultaneamente pelo YouTube. O álbum foi lançado em comemoração aos cinco anos de carreira de Vittar, contendo canções do seu quarto álbum de estúdio, Batidão Tropical (2021), bem como canções de seus outros três álbuns de estúdio, Vai Passar Mal (2017), Não Para Não (2018) e 111 (2020).

## Gravações
O DVD foi lançado com exclusividade pelo canal de televisão por assinatura TNT em 14 de dezembro de 2021, e as apresentações foram intercaladas com uma entrevista com apresentação de Mari Pacheco.
As performances de Vittar foram gravadas na Oca, no Parque Ibirapuera, localizado em São Paulo sob a direção de Fabio Ock, e contou com quatro palcos que representam os elementos da natureza: água, ar, terra e fogo.
Os convidados presentes à apresentação em céu aberto incluíram: Ivete Sangalo, Dilsinho, Preta Gil, Urias e Chameleo.

## Singles
"Trago Seu Amor de Volta" foi lançada como primeiro single do projeto em 13 de janeiro de 2022, quase 1 mês após o lançamento oficial. A faixa esta presente no segundo álbum de estúdio da cantora Não Para Não e é uma parceria com o cantor Dilsinho. O vídeoclipe da canção foi lançado em 14 de janeiro de 2022 e conta com a performance ao vivo da faixa extraída do DVD. "Lovezinho" foi lançada em 3 de março de 2022 como segundo single do projeto, quase 3 meses após o lançamento oficial. A faixa está presente no terceiro álbum de estúdio da cantora 111 e é uma parceria com a cantora Ivete Sangalo.

## Divulgação
Pabllo lançou sua quarta turnê intitulada I Am Pabllo Global Tour em 20 de fevereiro de 2022 em Belém, no Pará.

## Lista de faixas
Todas as faixas foram produzidas por Brabo Music Team e DJ Mário Lima.
| I Am Pabllo – Edição padrão |                                                          |         |  |
| N.º                         | Título                                                   | Duração |  |
| 1.                          | "Buzina"                                                 | 2:51    |  |
| 2.                          | "Flash Pose" (participação de Charli XCX)                | 3:03    |  |
| 3.                          | "Nêga"                                                   | 1:25    |  |
| 4.                          | "Ele é o Tal" (participação de Lia Clark & Laura Taylor) | 1:58    |  |
| 5.                          | "Bandida" (participação de Pocah)                        | 2:51    |  |
| 6.                          | "Ultra Som"                                              | 2:18    |  |
| 7.                          | "Open Bar (Lean On)"                                     | 3:11    |  |
| 8.                          | "Disk Me"                                                | 2:56    |  |
| 9.                          | "Trago Seu Amor de Volta" (participação de Dilsinho)     | 2:34    |  |
| 10.                         | "Ânsia"                                                  | 2:56    |  |
| 11.                         | "Apaixonada"                                             | 2:27    |  |
| 12.                         | "Ama Sofre Chora"                                        | 2:31    |  |
| 13.                         | "A Lua"                                                  | 3:34    |  |
| 14.                         | "Problema Seu"                                           | 3:42    |  |
| 15.                         | "Corpo Sensual"                                          | 1:03    |  |
| 16.                         | "Clima Quente" (participação de Biu do Piseiro)          | 2:51    |  |
| 17.                         | "Salvaje"                                                | 2:43    |  |
| 18.                         | "Tímida" (participação de Thalía)                        | 2:59    |  |
| 19.                         | "Amor de Que"                                            | 2:58    |  |
| 20.                         | "Rajadão"                                                | 3:11    |  |
| 21.                         | "Bang Bang"                                              | 3:41    |  |
| 22.                         | "Zap Zum"                                                | 2:54    |  |
| 23.                         | "Seu Crime"                                              | 2:40    |  |
| 24.                         | "Lovezinho" (participação de Ivete Sangalo)              | 2:15    |  |
| 25.                         | "Parabéns" (participação de Psirico)                     | 2:17    |  |
| 26.                         | "Triste com T"                                           | 2:23    |  |
| 27.                         | "Number One"                                             | 3:02    |  |
| 28.                         | "K.O."                                                   | 4:08    |  |
| Duração total:              | Duração total:                                           | 1:17:00 |  |

| I Am Pabllo – EP: I Am Água |                                                          |          |  |
| N.º                         | Título                                                   | Duração  |  |
| 1.                          | "Buzina"                                                 | 2:51     |  |
| 2.                          | "Flash Pose" (participação de Charli XCX)                | 3:03     |  |
| 3.                          | "Nêga"                                                   | 1:25     |  |
| 4.                          | "Ele é o Tal" (participação de Lia Clark & Laura Taylor) | 1:58     |  |
| 5.                          | "Bandida" (participação de Pocah)                        | 2:51     |  |
| 6.                          | "Ultra Som"                                              | 2:18     |  |
| Duração total:              | Duração total:                                           | 00:14:29 |  |

| I Am Pabllo – EP: I Am Ar |                      |          |  |
| N.º                       | Título               | Duração  |  |
| 1.                        | "Open Bar (Lean On)" | 3:11     |  |
| 2.                        | "Disk Me"            | 2:56     |  |
| 3.                        | "Ânsia"              | 2:56     |  |
| 4.                        | "Apaixonada"         | 2:27     |  |
| 5.                        | "Ama Sofre Chora"    | 2:31     |  |
| 6.                        | "A Lua"              | 3:34     |  |
| Duração total:            | Duração total:       | 00:17:37 |  |

| I Am Pabllo – EP: I Am Terra |                                                 |          |  |
| N.º                          | Título                                          | Duração  |  |
| 1.                           | "Problema Seu"                                  | 3:42     |  |
| 2.                           | "Corpo Sensual"                                 | 1:03     |  |
| 3.                           | "Clima Quente" (participação de Biu do Piseiro) | 2:51     |  |
| 4.                           | "Salvaje"                                       | 2:43     |  |
| 5.                           | "Tímida" (participação de Thalía)               | 2:59     |  |
| 6.                           | "Amor de Que"                                   | 2:58     |  |
| 7.                           | "Rajadão"                                       | 3:11     |  |
| Duração total:               | Duração total:                                  | 00:19:31 |  |

| I Am Pabllo – EP: I Am Fogo |                                      |          |  |
| N.º                         | Título                               | Duração  |  |
| 1.                          | "Bang Bang"                          | 3:41     |  |
| 2.                          | "Zap Zum"                            | 2:54     |  |
| 3.                          | "Seu Crime"                          | 2:40     |  |
| 4.                          | "Parabéns" (participação de Psirico) | 2:17     |  |
| 5.                          | "Triste com T"                       | 2:23     |  |
| 6.                          | "Number One"                         | 3:02     |  |
| 7.                          | "K.O."                               | 4:08     |  |
| Duração total:              | Duração total:                       | 00:21:09 |  |

## Históricos de lançamento
| País  | Data                   | Formato(s)                 | Gravadora         | Ref.   |
| ----- | ---------------------- | -------------------------- | ----------------- | ------ |
| Mundo | 14 de dezembro de 2021 | Download digital streaming | Sony Music Brasil | [ 11 ] |